# Catapulta electromagnètica

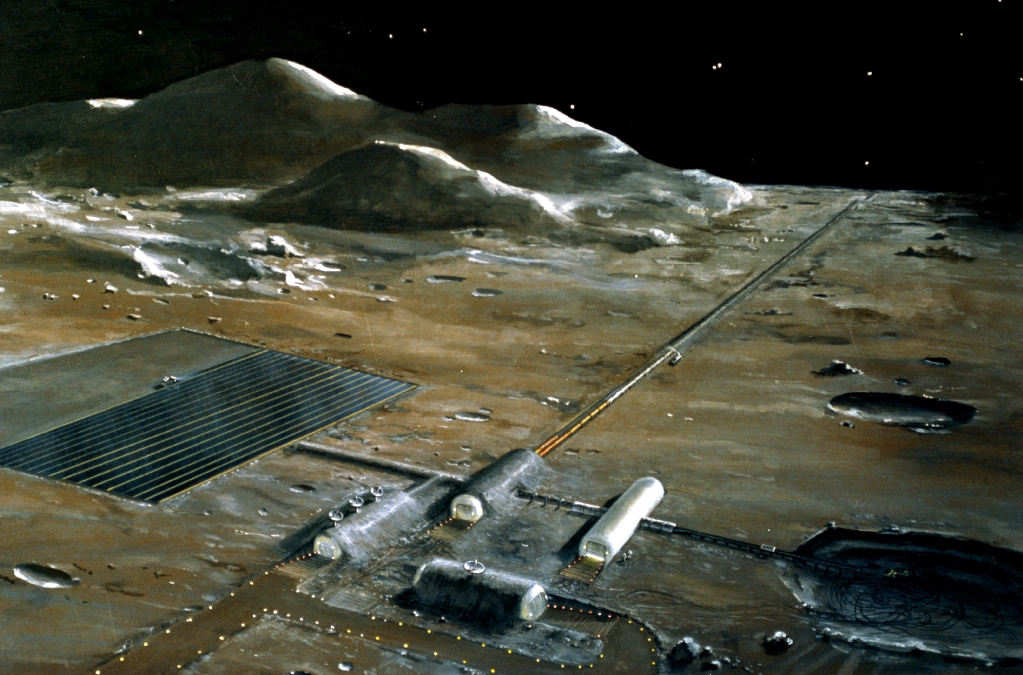
Dibuix d'una catapulta electromagnètica

Una catapulta electromagnètica és una obra hipotètica d'enginyeria, igual que l'ascensor espacial, que permetria abaratir el cost dels llançaments a òrbita.
El concepte és molt simple: es tracta d'una rampa de gran longitud en la qual, mitjançant camps magnètics, s'accelera l'objecte que es desitja posar en òrbita. Les tècniques propostes poden ser ben la del canó de Gauss o bé la del canó electromagnètic. En la pràctica, la fabricació, no obstant això, no és tan senzilla com el concepte teorètic.
El primer inconvenient és la construcció de la catapulta. És una obra de diversos quilòmetres de longitud al llarg de la qual s'ha de mantenir una inclinació constant i s'han de disposar els elements que permetin generar el camp magnètic. És doncs, una obra d'enginyeria de gran envergadura i, per tant, notablement cara.
El segon problema és l'acceleració necessària per posar el cos en òrbita. En una catapulta espacial es prescindeix de l'ús de coets impulsors, per la qual cosa el cos ha de sortir amb la velocitat necessària per aconseguir l'òrbita. Aconseguir una velocitat tan alta en uns pocs quilòmetres exigeix acceleracions que poden arribar a ser de l'ordre de milers de g, la qual cosa les fa inviables per llançar éssers humans (fins i tot elements mecànics sensibles poden resultar danyats). Les acceleracions poden reduir-se quan es augmenta la longitud de la catapulta, però això en fa la construcció més difícil.
Un tercer problema és l'atmosfera. Velocitats de sortida tan altes impliquen fregaments molt elevats, semblants als quals sofreix un vehicle que realitza el seu reentrada en l'atmosfera, amb els problemes que això implica quant a les temperatures. Es podria minimitzar aquest problema situant la catapulta en llocs alts, on l'atmosfera és menys densa, però per facilitat d'ús seria convenient que el dispositiu es trobés en zones properes a l'equador, la qual cosa limita el nombre possible d'emplaçaments idonis. Un d'aquests llocs seria l'altiplà andí a Sud-amèrica.
A causa dels inconvenients derivats de l'atmosfera i de les altes acceleracions (que impedeixen el llançament d'éssers vius i, per extensió, d'astronautes) la catapulta sembla un mitjà poc adequat per sortir de la Terra.
Malgrat aquestes dificultats, les utilitats d'una possible catapulta electromagnètica en la Terra són molt variades, per exemple, per posar satèl·lits en òrbita, llançar sondes no tripulades a l'espai exterior, llançar les peces o materials per construir estacions espacials o edificis lunars, llançar material radioactiu d'alta activitat dirigit a planetes inhabitables que segur mai trepitjarem com Júpiter, com a arma per poder llançar projectils dirigits cap a algun asteroide que posi en perill l'existència a la terra.
Una utilització i emplaçament més lògics para la catapulta seria la posada en òrbita de minerals en brut o de metalls des de la Lluna. Els avantatges són varis: d'una banda la gravetat lunar és molt menor que la terrestre, la qual cosa facilita la posada en òrbita de materials mitjançant aquest mètode; d'altra banda, la Lluna manca d'atmosfera, evitant els problemes de fregament i escalfament. De fet, la Lluna ha estat considerada ja des dels primers treballs de Tsiolkovsky com un port intermedi dels viatges interplanetaris dins del sistema solar i els optimistes plans de la NASA dels anys 1960 ja incloïen bases mineres i catapultes en la superfície llunar. Encara que és molt probable que per llançar el material necessari per construir això a la lluna d'una manera rendible faci mancada primer tenir una catapulta electromagnètica a la terra.
El 2022 la Xina va llançar un primer portaavions que conté un sistema de catapulta electromagnètica, el primer, fora dels Estats Units.

## Catapultes espacials en la ciència-ficció
El primer esment conegut és la novel·la A trip to Venus de John Munro, publicada el 1897, una descripció minuciosa d'un accelerador lineal magnètic. En la pel·lícula Quan els mons xoquen (Rudolph Maté, 1951), podem observar una rampa, encara que no electromagnètica, que s'aprofita de l'energia potencial gravitatòria per conferir impuls a la nau.
El 1965 Arthur C. Clarke reprenia el concepte en el seu relat Maelstrom II.
El 1966, Robert A. Heinlein en La Lluna és una cruel amant, mostra una catapulta empleada per enviar materials a la Terra. I quan els colons lunars es rebel·len, és emprada per llançar roques sobre la superfície terrestre.
Després de l'èxit dels Transbordadors nord-americans, la idea de la catapulta electromagnètica es va abandonar també en la ficció; però en els últims anys, quan s'ha posat en dubte la idoneïtat del sistema de les naus llançadora per arribar a l'espai, la ciència-ficció s'ha tornat a fer ressò d'aquest concepte.
En una de les seqüències de Interstella 5555 (Kazuhisa Takenôchi, 2003) es pot apreciar clarament una estructura en forma de tobogan que serveix per rellançar la nau.